# Svay Rieng (thành phố)
Svay Rieng, phiên âm tiếng Việt là Xvây Riêng hoặc Xoài Riêng, là thị xã tỉnh lỵ tỉnh Svay Rieng, Campuchia.
Thị xã chia thành 4 khum và 18 phum.
Tỉnh trưởng: Chiêng Ôm.
11°05′B 105°48′Đ / 11,083°B 105,8°Đ